# Amolops hainanensis
Amolops hainanensis es una especie de anfibio anuro de la familia Ranidae.

## Distribución geográfica
Es endémica de los arroyos de la isla de Hainan (China). Su hábitat natural son los bosques tropicales o subtropicales húmedas de tierras bajas y ríos.

## Estado de conservación
Se encuentra amenazada por la pérdida de su hábitat natural.